# Lucy Cohu
Lucy Anne Cohu (* 2. Oktober 1968 in Wiltshire, England) ist eine britische Schauspielerin.

## Leben
Cohu wurde an der Central School of Speech and Drama ausgebildet. Sie spielte im Anschluss an ihre Ausbildung am Theater und hatte ihr Debüt am Royal Exchange Theatre in Manchester in einer Produktion von Jane Austens Stolz und Vorurteil. Ihre erste Fernsehrolle hatte sie 1991 als Jayne Bazeley in der britischen Fernsehserie Casualty, bis 1997 trat sie in dieser Rolle in insgesamt sechs Episoden der Serie auf. Es folgten Gastrollen unter anderem in Agatha Christie’s Poirot sowie wiederkehrende Rollen unter anderem in den Serien Soldier Soldier und The Bill. Ihr Spielfilmdebüt hatte sie 2001 in Robert Altmans Gosford Park. Für ihre Darstellung der Prinzessin Margaret im Fernsehfilm The Queen’s Sister wurde sie 2006 als beste Darstellerin für den BAFTA Award und den Emmy nominiert. 2008 erhielt sie den Emmy für ihre Darstellung im Fernsehdrama Forgiven. 2009 trat sie am Duke of York's Theatre an der Seite von John Simm, Ian Hart und Kerry Fox in Speaking in Tongues auf. Sie spielte die Tochter von Captain Jack Harkness in der dritten Staffel der Serie Torchwood.
Cohu ist alleinerziehende Mutter eines Sohnes.

## Filmografie (Auswahl)
- 1991, 1997: Casualty (Fernsehserie, sechs Folgen)
- 1993: Agatha Christie’s Poirot (Fernsehserie, eine Folge)
- 1994: The Dwelling Place (Fernsehserie, drei Folgen)
- 1997: Soldier Soldier (Fernsehserie, sieben Folgen)
- 1999: Citizen Kane – Die Hollywood-Legende (RKO 281, Fernsehfilm)
- 2000: Reach for the Moon (Fernsehserie, sechs Folgen)
- 2001: Gosford Park
- 2003: Sweet Medicine (Fernsehserie, fünf Folgen)
- 2004–2005: The Bill (Fernsehserie, neun Folgen)
- 2005: The Queen’s Sister (Fernsehfilm)
- 2006: Bombshell (Fernsehserie, sieben Folgen)
- 2006: Coup! (Fernsehfilm)
- 2007: Geliebte Jane (Becoming Jane)
- 2007: Forgiven (Fernsehfilm)
- 2007: Ballet Shoes (Fernsehfilm)
- 2009: Agatha Christie’s Marple (Fernsehserie, 1 Folge)
- 2009: Torchwood (Fernsehserie, fünf Folgen)
- 2010: Inspector Barnaby (Midsomer Murders, Fernsehserie, Folge The Sword of Guillaume)
- 2010: Gerichtsmediziner Dr. Leo Dalton (Silent Witness, Fernsehserie, zwei Folgen)
- 2010: Inspector Barnaby (Midsomer Murders) Fernsehserie, Staffel 13, Folge 3: Blut am Sattel (Blood On The Saddle)
- 2011: The Awakening
- 2012: Lewis – Der Oxford Krimi (Lewis; Fernsehserie, eine Folge)
- seit 2013: Ripper Street (Fernsehserie)
- 2013: Lightfields (Fernsehserie, fünf Folgen)
- 2014: Sex on the Beach 2
- 2014: Die Augen des Engels (The Face of an Angel)
- 2014: Broadchurch (Fernsehserie, vier Folgen)
- 2014: George Gently – Der Unbestechliche (Inspector George Gently; Fernsehserie, eine Folge)
- 2015: Broadchurch (Fernsehserie, 4 Folgen)
- 2015: The Erotic Adventures of Anais Nin (Fernsehfilm)
- 2016: Death in Paradise (Fernsehserie, eine Folge)
- 2016: Kommissar Maigret: Die Falle (Maigret Sets a Trap)
- 2016: Kommissar Maigret: Ein toter Mann (Maigret’s Dead Man)
- 2017: Kommissar Maigret: Die Nacht an der Kreuzung (Maigret’s Night at the Crossroads)
- 2017: Kommissar Maigret: Die Tänzerin und die Gräfin (Maigret in Montmartre)

## Auszeichnungen
- 2006: BAFTA-Nominierung für The Queen’s Sister
- 2006: Emmy-Nominierung für The Queen’s Sister
- 2008: Emmy für Forgiven